# 1983 (album)
1983 is het vijfde album van Joost Klein. De naam van het album refereert aan het geboortejaar van zijn broer, tevens zijn manager. Het is een veel terugkomende uitspraak van Joost op vooral zijn instagram. 1983 is na Dakloos, Scandinavian Boy, M van Marketing en Albino het vijfde album dat Joost Klein heeft uitgebracht in een tijdsperiode van drie jaar. Het album werd uitgebracht op 15 november 2019 nadat Klein al een single heeft gemaakt, 1 week voordat het album uitkwam, genaamd Joost Klein 2. Dit nummer is ook terug te vinden in dit album. Het album bestaat uit 13 nummers en is meer dan 32 minuten lang.

## Nummers
Alle muziek en teksten zijn geschreven door Joost, Mick Spek, Tantu Beats, Kauwboy, 10k.caash, Samson (NL), Rarri Jackson. 
| 1.                 | DWDD (intro)            |               | 1:28 |
| 2.                 | Summervibes 2019        |               | 3:19 |
| 3.                 | Vogel (Bird)            |               | 2:07 |
| 4.                 | Joost Klein 2           |               | 2:06 |
| 5.                 | Pauze?                  |               | 2:38 |
| 6.                 | Eva Jinek               |               | 2:09 |
| 7.                 | Enfant Terrible         |               | 2:48 |
| 8.                 | Pretty Fly 4            | Rarri Jackson | 2:56 |
| 9.                 | Herman van Veen         |               | 2:06 |
| 10.                | Marco Borsato Freestyle |               | 2:04 |
| 11.                | Bim Bam Bom             |               | 2:28 |
| 12.                | Buurman                 |               | 2:54 |
| 13.                | SAMSUNG! [Bonus]        | 10k.caash     | 2:58 |
| Totale duur: 32:01 |                         |               |      |